# شهر سبز
شَهرِ سَبز (در ازبکی: Shahrisabz/Шахрисабз) یا کِش یکی از شهرهای تاریخی ازبکستان است. نام شهر فارسی است. هسته مرکزی این شهر به دلیل اهمیت تاریخی و فرهنگی در فهرست میراث جهانی یونسکو به ثبت رسیده‌است.
تیمور گورکانی در ۷۳۶ ه‍.ق / ۱۳۳۵ م در شهر سبز که در آن روزگار کش یا کیش نامیده می‌شد دیده به جهان گشود. نام دیگر این شهر  Nautaca بوده است.

## تاریخچه

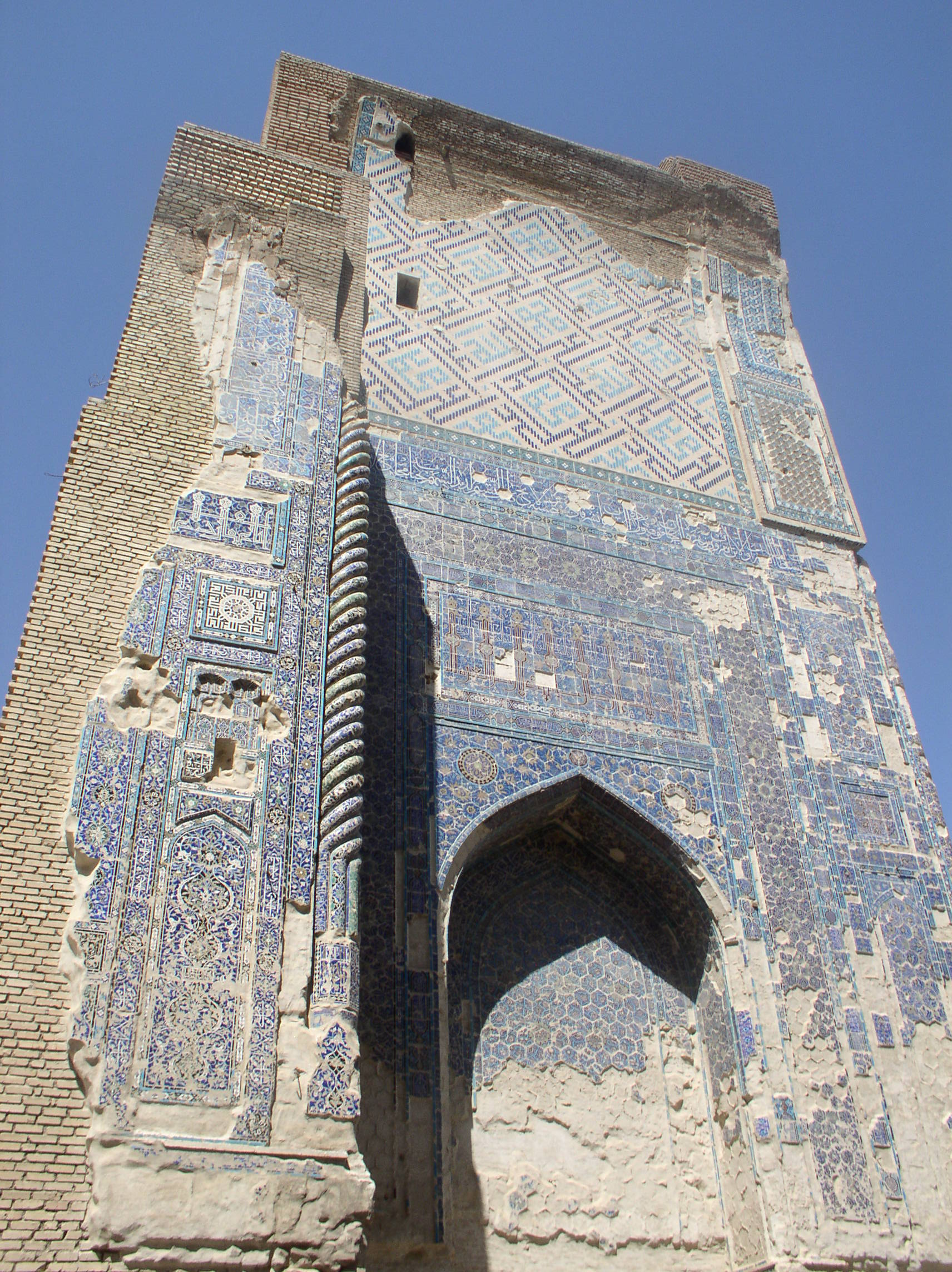
باقی‌مانده از قصر آق‌سرای.

شهر سبز که پیش‌تر به عنوان کِش یا کیش نیز شناخته می‌شده یکی از قدیمی‌ترین شهرهای آسیای میانه است که ۲٬۷۰۰ سال پیش پایه‌گذاری شده و در دوران مدرن به «شهرِ سبز» تغییر نام داده‌است. این شهر از قرن شش تا چهار پیش از میلاد جزئی از شاهنشاهی هخامنشیان بوده‌است.
بطلیموس یکم سردار اسکندر کبیر شهربانی باختر شاهنشاهی هخامنشی را تصرف کرد و مدعی تاج و تخت ایران شد. اگر چه پیش از او اردشیر پنجم به حکومت هخامنشیان در این ناحیه پایان داده بود. اسکندر در سال ۳۲۸ و ۳۲۷ پیش از میلاد زمستان‌های خود را در این ناحیه گذراند و با همسر خود روشنک نیز در اینجا ملاقات کرد.
از سده چهار تا هشت میلادی کش یکی از نواحی شهری سغد بود و بین سال‌های ۵۶۷ تا ۶۵۸ میلادی مالیات خود را به خاقانات ترک غربی می‌پرداختند. در سال ۷۱۰ میلادی این شهر به وسیلهٔ اعراب فتح شد.
شهر سبز زادگاه تیمور بوده‌است که در ۹ آوریل ۱۳۳۶ میلادی در خانوادهٔ یکی از اربابان کوچک محلی به دنیا آمد. شهرسبز در سال‌های اولیهٔ سلسلهٔ تیموری از حمایت قابل توجهی بهره برد. تیمور از این شهر به عنوان زادگاه خود یاد می‌کرد و در نظر داشت تا مقبرهٔ خود را در این شهر بنا کند، اگر چه در دوران حکومت خود مرکز فعالیت‌ها را به شهر سمرقند منتقل کرده بود.
شهر در زمان سلطهٔ بخاراییان برای خودمختاری جنگید و روس‌ها در سال ۱۸۷۰ به امیر بخارا برای تسخیر شهر کمک کردند.

## موقعیت جغرافیایی
این شهر در ۸۰ کیلومتری جنوب سمرقند و در ارتفاع ۶۲۲ متری از سطح دریا قرار دارد. جمعیت شهرسبز در سال ۱۹۹۲، ۵۳٬۰۰۰ نفر بوده‌است.